# Transistor đa cực

Cổng NAND lập theo TTL loại 7400 với tetrod 2 emitter ngõ vào

Transistor đa cực là transistor có nhiều cực ngõ ra nối từ các lớp bán dẫn hoạt động. 
- Trong transistor lưỡng cực BJT là nối từ Base (cực nền), Collector (cực thu) hay Emitter (cực phát).
- Trong transistor hiệu ứng trường FET là nối từ Gate (cổng), Source (nguồn) hay Drain (cống).

Các tetrod transistor hay transistor 4 cực thì có bốn cực ra hoạt động. Chỉ có một số tetrod được chế tạo ở dạng linh kiện rời, còn phần lớn transistor đa cực là thành phần trong các vi mạch.

## Các tetrod transistor cổ
Có hai loại tetrod bán dẫn được phát triển vào đầu những năm 1950 như là một cải tiến so với transistor tiếp điểm và transistor tiếp mặt phát triển sau đó và transistor tiếp giáp hợp kim. Cả hai cung cấp tốc độ cao hơn nhiều so với bóng bán dẫn trước đó.
- Transitor tiếp điểm có hai cực phát. Nó trở nên lỗi thời vào giữa những năm 1950.
- Transitor tiếp mặt được điều chỉnh hoặc transistor tiếp giáp hợp kim có hai cực ra ở hai đầu đối diện của base. Nó đạt được tốc độ cao bằng cách giảm đầu vào thành điện dung đầu ra. Nó đã trở nên lỗi thời vào đầu những năm 1960 với sự phát triển của bóng bán dẫn khuếch tán.[1]

## Các transistor đa cực hiện đại
- Transitor nhiều emitter, sử dụng trong cổng logic TTL nhiều ngõ vào.
- Transitor nhiều collector, sử dụng trong cổng logic tích hợp nhiều ngõ ra.
- Transitor lưỡng cực silicon planar khuếch tán, sử dụng trong một số mạch tích hợp [2]. Transitor này, ngoài ba điện cực, cực phát, base và cực thu, còn có một điện cực hoặc lưới thứ tư làm bằng vật liệu dẫn được đặt gần đường giao nhau của đế phát mà từ đó được cách điện bởi một lớp silica.
- Tetrod hiệu ứng trường.